# Dal Segno (visual novel)
D.S.: Dal Segno est un visual novel — roman vidéoludique en français — japonais publié pour PC et Android en 2016 par le studio Circus en tant que jeu pour adultes. En 2017, MangaGamer a publié l'édition PC avec les textes en anglais, à la fois dans une version non censurée sur leur site et dans une version tout âge sur Steam. En 2018, Entergram a publié une version accessible aux personnes de 17 ans et plus pour PlayStation Vita et PlayStation 4. Le jeu est classé CERO : D sur PS Vita et PS4.

## Trame
L'histoire se déroule sur l'île de Kazana, une île où « l'été ne se termine jamais ». Le protagoniste se retrouve à mettre les pieds dans ce paradis insulaire en tant qu'étudiant transféré, accueilli par un ciel mystérieusement scintillant, ainsi que par l'énergique Ame, une IA avec le corps d'une jeune fille. Après des débuts un peu difficiles, il s'installe dans les dortoirs où une poignée de nouvelles amitiés féminines l'attendent.

## Doublage
- Misato Fukuen – Noeri Fujishiro
- Honoka Yūki – Himari Asamiya
- Keiko Manaka – Ame
- Eri Sendai – Io Kōzuki
- Hiroko Taguchi – Hazuki Murasaki
- Natsumi Takamori – Mei Takamura